# Azanus ubaldus
Azanus ubaldus är en fjärilsart som beskrevs av Pieter Cramer 1782. Azanus ubaldus ingår i släktet Azanus och familjen juvelvingar. Inga underarter finns listade i Catalogue of Life.

## Bildgalleri

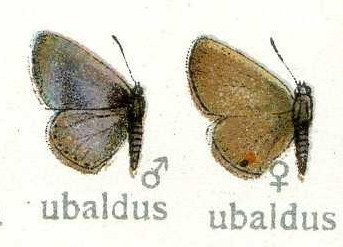
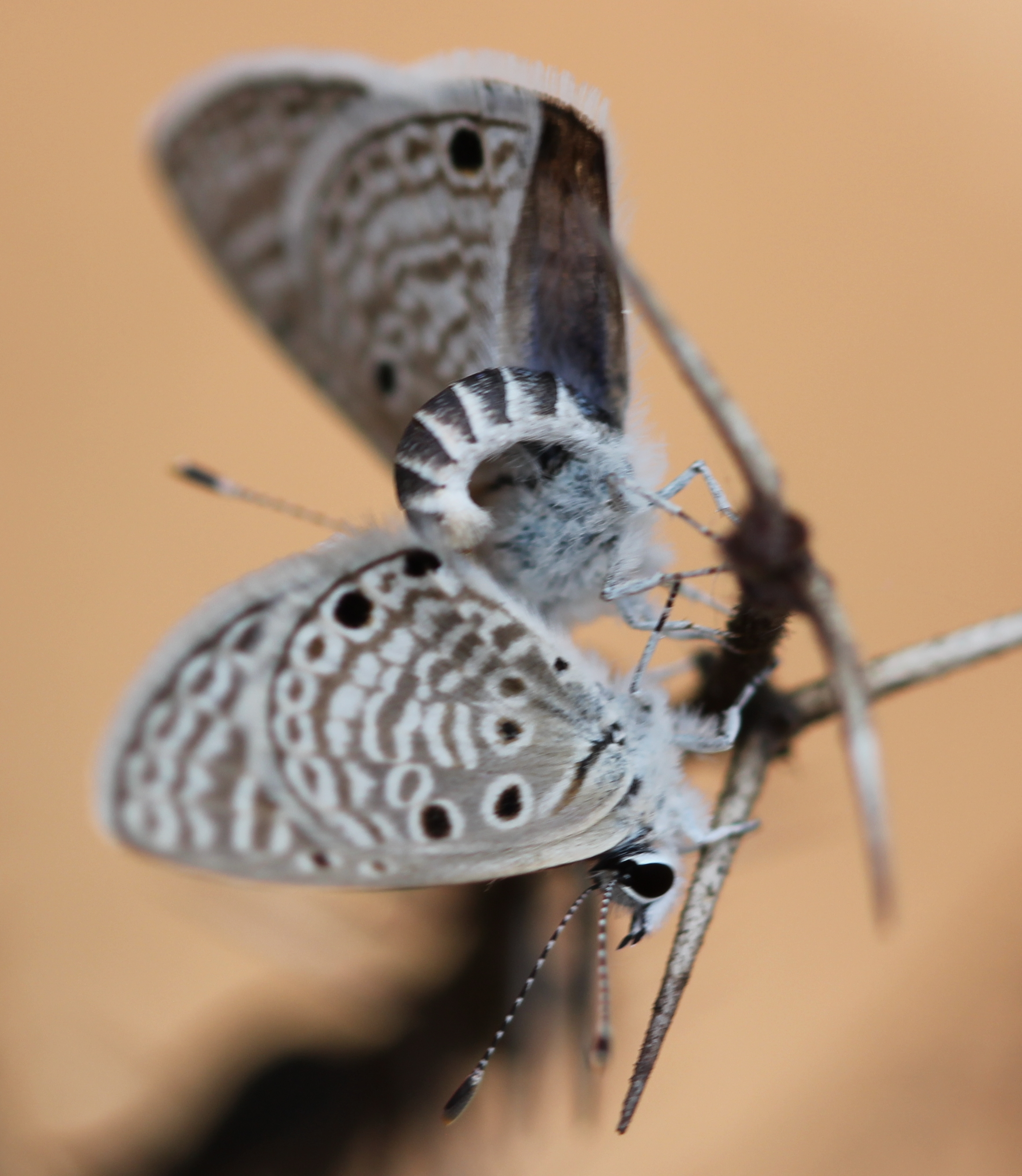